# Rauf Hassan
Rauf Hassan (Sulaymaniyya, 1945) è uno scrittore curdo-iracheno.
È stato imprigionato durante il regime del Partito Ba'th, a causa dei suoi articoli critici. Viene indicato come uno dei principali cospiratori della rivoluzione del Kurdistan-iracheno.
Linguista, ha anche fondato il "Centro di dialogo curdo". Ha due figli, Zana Rauf e Shero Rauf.